# Billa
Billa (acronimo di Billiger Laden) () è una catena austriaca di supermercati, operante in quattro paesi europei, di proprietà della tedesca REWE Group.

## Storia

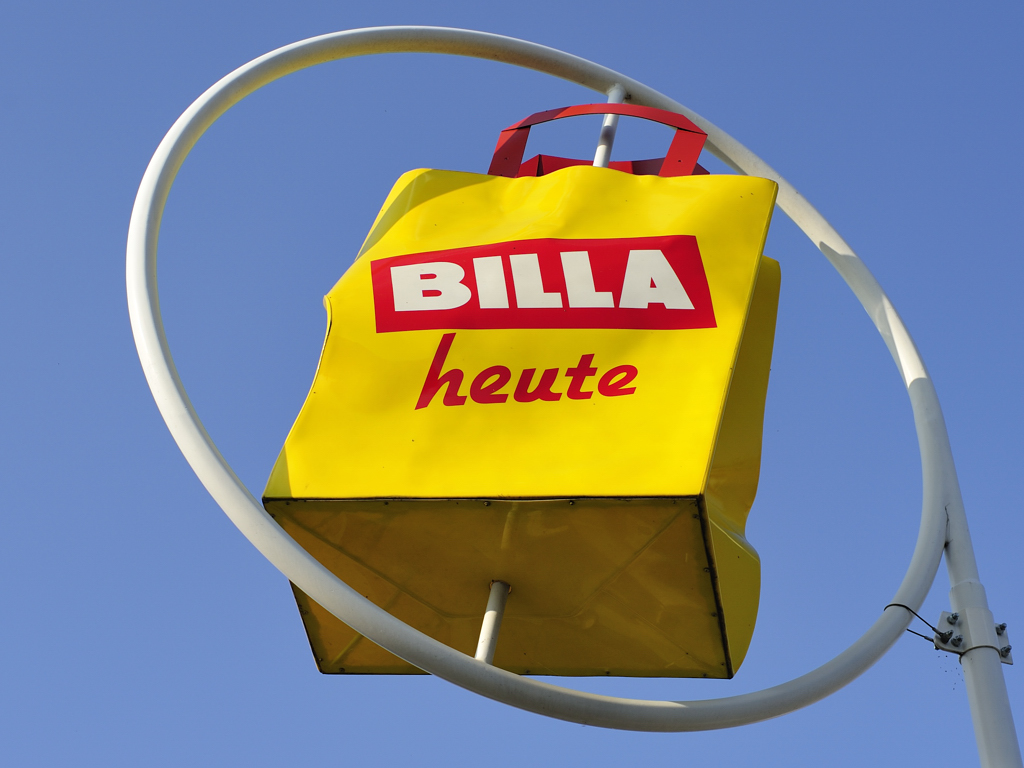
Insegna di un supermercato Billa

Fondata nel 1953 dal viennese Karl Wlaschek col nome di WKW (Warenhandel Karl Wlaschek), ha preso il nome di Billa (da Billiger Laden, vale a dire "negozio a basso costo") dal 1960.
La catena è cresciuta velocemente negli anni successivi, giungendo a un fatturato di un miliardo di scellini austriaci nel 1970. Nel 1996 Billa è stata acquisita dalla tedesca REWE Group e, successivamente, con la scomparsa di gruppi quali Konsum e Meinl, è diventata la più diffusa catena di supermercati austriaca.

### Diffusione
Billa deteneva nel 2002 il 35,8% del mercato austriaco di riferimento e, in alcune aree del paese, come ad esempio a Vienna, Billa e gli altri suoi marchi affiliati (Merkur, Mondo/Penny, Emma e Bipa) rappresentano pressoché un monopolio.
In particolare, Merkur sta ulteriormente aumentando il potere di Billa, rappresentando il brand associato agli ipermercati di grande distribuzione.
In Europa, Billa si è diffusa nei paesi dell'est prossimi all'Austria.
| Paese      | Numero di punti vendita |
| Austria    | 1105                    |
| Rep. Ceca  | 238                     |
| Slovacchia | 143                     |
| Bulgaria   | 121                     |

Billa ha operato in passato anche in altri paesi quali:
| Paese    | No. di negozi | Venduto a                            | Anno vendita |
| -------- | ------------- | ------------------------------------ | ------------ |
| Russia   | 161           | Lenta                                | 2021         |
| Italia   | 136           | Carrefour (53) Conad (50) altri (33) | 2014         |
| Romania  | 86            | Carrefour                            | 2015         |
| Croazia  | 62            | Spar                                 | 2016         |
| Ucraina  | 35            | Novus                                | 2020         |
| Ungheria | 21            | Spar                                 | 2002         |
| Polonia  | 14            | E.Leclerc                            | 2009         |

### Italia
Nel 1990 la catena approda in Italia e si espande nelle regioni del nord-est (in particolare nel Veneto con l'acquisizione dei supermercati Vivo del gruppo Zanin e dei Supermercati Car del gruppo Caron).
Un passo decisivo avviene nel 2001 quando viene rilevata la rete alimentare della Standa comprensiva di 119 supermercati.
Nell'agosto 2009 si avvia la conversione della rete a insegna Standa, sempre di proprietà del gruppo Rewe, arrivando così a ottenere un supermercato a Roma, a ottobre a Milano e a dicembre ad Ancona e Terni, quindi la catena diventa presente in 8 regioni d'Italia (Veneto, Emilia-Romagna, Marche, Lazio, Lombardia e Umbria).
A marzo 2010 viene completata la conversione di tutti i punti vendita diretti arrivando così a totalizzare 158 supermercati e 19 Billa Superstore presenti in tutte le regioni d'Italia eccetto Molise, Basilicata, Calabria e Sicilia mentre a maggio dello stesso anno alcuni punti vendita affiliati vengono convertiti al marchio Billa Insieme che raggiunge quindi un totale di 19 punti vendita nelle regioni Piemonte, Lombardia, Marche, Lazio, Puglia, Sardegna e Campania.
Nel dicembre 2011, 43 punti vendita della catena cambiano nuovamente proprietà e finiscono nel gruppo cooperativo Conad anche se il cambio delle insegne da Billa a Conad è stato effettuato a partire da giugno 2012.
L'azienda in Italia operava anche con una catena di profumerie a marchio Bipa ceduta nel febbraio 2012 al gruppo DMO.
Nel 2014 l'azienda austriaca ha annunciato l'intenzione di lasciare l'Italia, a causa del fallimento nell'obiettivo strategico di raggiungere una posizione rilevante nel mercato. Il 1º luglio 2014 Billa ha venduto 53 supermercati in Lombardia, Liguria e Valle d'Aosta a Carrefour. A fine 2014 vengono venduti altri 45 supermercati a Conad in Veneto, Friuli Venezia Giulia e Piemonte.. Il resto dei negozi è stato venduto ad altre aziende distributive e un paio di supermercati sono stati chiusi definitivamente.
Il gruppo continua a essere presente in Italia con l'insegna Penny Market.